# Palembang
Palembang (chinois : 巨港 Jù gǎng) est une ville d'Indonésie, dans le sud de l'île de Sumatra. C'est la capitale de la province de Sumatra du Sud. Elle a le statut de kota. Sa population s'élevait à 1 742 186 habitants en 2013, ce qui la classait  deuxième ville de Sumatra après Medan, et septième du pays après Jakarta, Surabaya, Bandung, Medan, Semarang, et Makassar. La ville a accueilli la 26e édition des SEA Games (Jeux d'Asie du Sud-Est) en 2011 et les Jeux asiatiques de 2018.
Palembang est traversée par la rivière Musi, coupant la ville en deux parties, Seberang Ilir au nord, et Seberang Ulu au sud. Seberang Ilir est le centre culturel et économique, et Seberang Ulu le centre politique.

## Histoire
Palembang est l'ancienne Sriwijaya, une puissante cité-État qui contrôlait le trafic du détroit de Malacca du VIIIe au XIIIe siècle. Le plus ancien témoignage écrit sur l'existence de la ville date du VIIe siècle. On le doit au moine chinois Yi Jing, qui séjourna six mois à Sriwijava en 671. On trouve également une première inscription faisant allusion à Sriwijava datant de 683, dans une langue qu'on considère être du vieux-malais.
Le nom de Palembang est cité dans le Nagarakertagama, poème épique écrit en 1365 sous le règne du roi Hayam Wuruk (1350-89) de Majapahit dans l'est de Java, dans une liste de quelque cent « contrées tributaires » du royaume. La ville ne s'appelle donc plus Sriwijaya à cette époque.
En réalité, le territoire contrôlé par Majapahit ne s'étendait que sur une partie de l'est et du centre de Java. Les « contrées tributaires » étaient en fait des comptoirs formant un réseau commercial dont Majapahit était le centre. Majapahit y envoyait des dignitaires dont le rôle était de s'assurer que ces comptoirs ne s'adonnaient pas à un commerce privé qui échapperait au royaume. Les contrevenants étaient l'objet d'expéditions punitives. Ainsi en 1377, Majapahit attaque Palembang.
À la mort de Hayam Wuruk en 1389, le souverain de Palembang répudie son statut de vassal de Majapahit. À cette époque, la Chine des Ming a restauré le système d'échanges commerciaux (qu'elle continue de considérer comme un échange entre un tribut versé par ses vassaux « barbares » et des cadeaux qu'elle fait à ceux-ci) ainsi que l'interdiction aux Chinois de voyager en Asie du Sud-Est. Le souverain de Palembang, auquel la tradition donne le nom de Parameswara, espérait profiter du besoin qu'auraient les marchands étrangers (c'est-à-dire de l'Inde et du Moyen-Orient) commerçant avec la Chine d'un port dans la région, rôle qu'avait joué Sriwijaya du VIIIe au XIIIe siècle. Les Javanais l'auraient chassé de Palembang. Le prince aurait alors gagné Tumasik (l'actuelle Singapour puis la péninsule Malaise, où il aurait fondé Malacca.

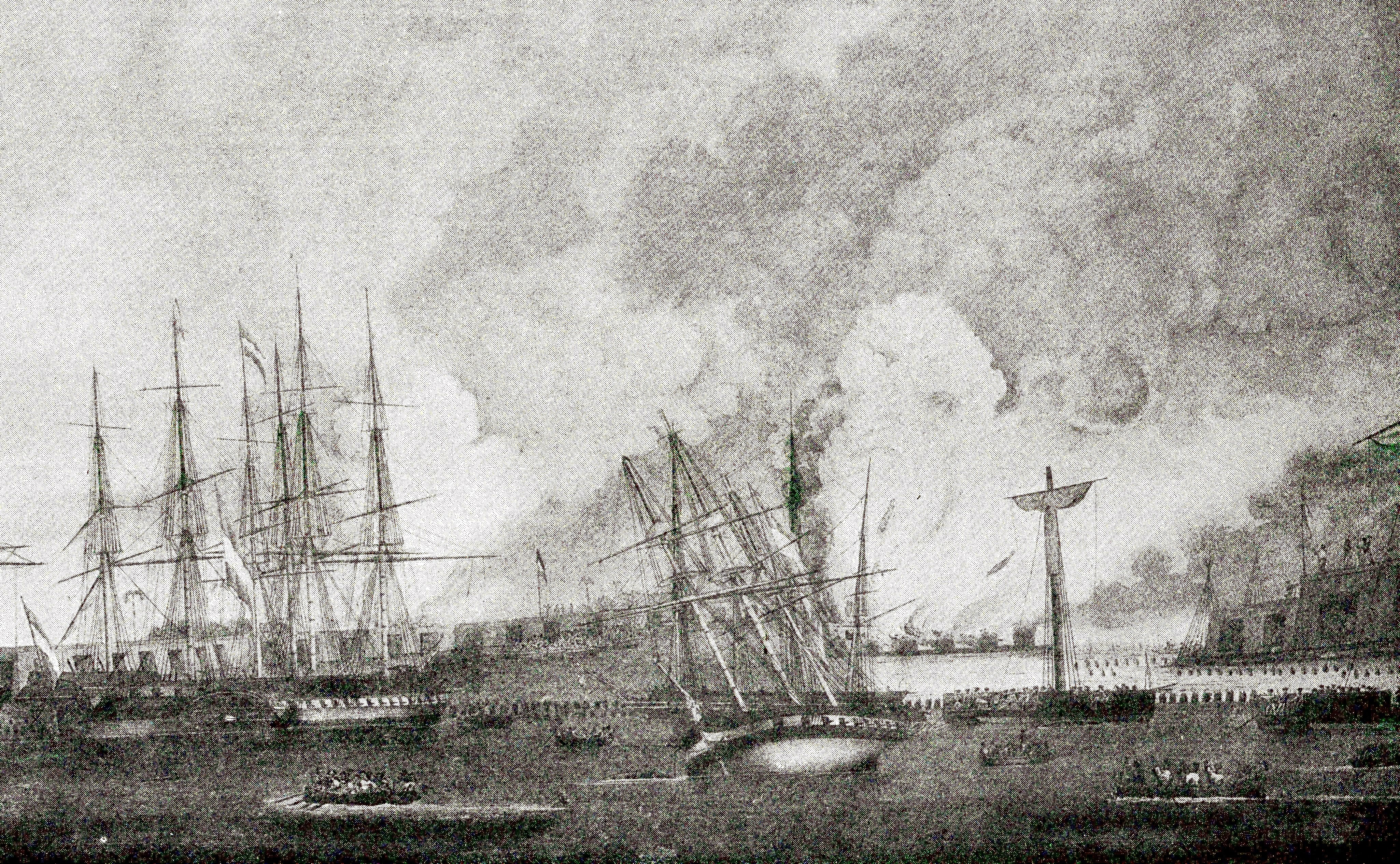
L'attaque de Palembang par les Hollandais en 1821

Au début du XVe siècle, Palembang est devenu un repaire de pirates chinois. La ville est gouvernée par leur chef Chen Zuyi. L'amiral Zheng He, qui de 1405 à 1433, se rendra plusieurs fois dans l'archipel indonésien, rétablit l'ordre dans la ville. Au XVIe siècle encore, la ville est une colonie chinoise gouvernée par un « chef de la pacification ».

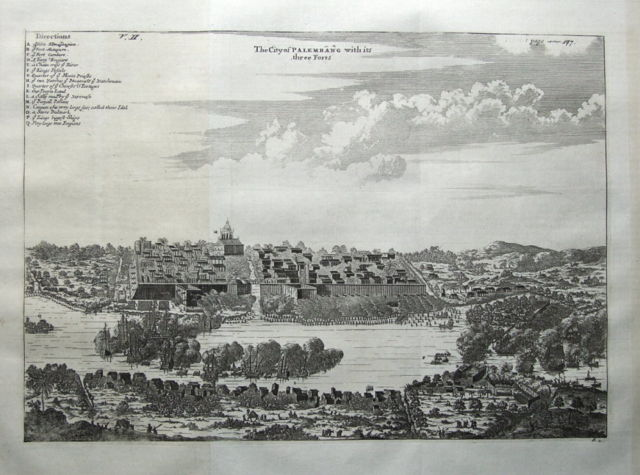
Gravure anglaise montrant Palembang en 1659

Au XVIIe siècle, Palembang devient un sultanat.

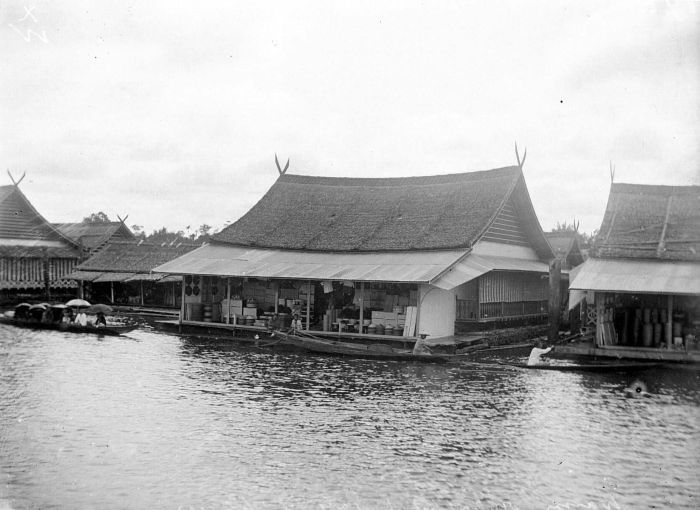
Magasin flottant à Palembang à l'époque coloniale.

Profitant du débarquement des Anglais à Java en 1811, durant les guerres napoléoniennes, le sultan Badaruddin attaque la garnison hollandaise de sa ville. En réaction, les Anglais attaquent Palembang de leur base à Bengkulu, mettent le palais à sac et destituent le sultan. En 1812, le sultan doit céder l'île de Bangka aux Anglais.

## Administration
La ville de Palembang est divisée en 16 districts :
- Alang-Alang Lebar
- Bukit Kecil
- Gandus
- Ilir Barat I
- Ilir Barat II
- Ilir Timur I
- Ilir Timur II
- Kalidoni
- Kemuning
- Kertapati
- Plaju
- Sako
- Seberang Ulu I
- Seberang Ulu II
- Sematang Borang
- Sukarame

qui sont à leur tour divisés en 107 villages.

## Langue
La langue de Palembang, le musi, est une forme de malais et appartient donc à la branche malayo-polynésienne des langues austronésiennes (voir (en) Fiche langue [mui] dans la base de données linguistique Ethnologue. : « Palembang »).

## Transport

### Transports urbains
Palembang dispose d'un réseau de mini-bus et de bus. On trouve également des taxis depuis l'organisation dans la ville des Pekan Olahraga Nasional en 2004, et des SEA Games 2011.
Palembang possède un métro léger d'une longueur de 22,5 km et de 13 stations. C'est le premier d'Indonésie, avant le métro léger de Jakarta. Son coût est prévu de 7 200 milliards de rupiah (environ 480 millions d'euros). Le constructeur, l'entreprise d'Etat PT Waskita Karya, s'était engagé à le terminer en janvier 2018. Il reliera l'aéroport au nord, au centre-ville et au complexe sportif de Jakabaring dans le sud de la ville.

### Chemin de fer
Le train relie Palembang à Bandar Lampung et Tanjung Enim vers le sud, et Lahat et Lubuklinggau vers l'ouest. La principale gare de la ville est celle de Kertapati.

### Transport aérien
La ville est desservie par l'aéroport international Sultan-Mahmud-Badaruddin-II, qui la relie avec le reste de l'Indonésie, Singapour et Kuala Lumpur.

### Transport fluvial et maritime
Palembang dispose aussi trois grands ports : Tanjung Api-Api (le port international de Palembang, à 68 kilomètres de la ville), le port 3 Ilir et le port Boom Baru. Depuis Tanjung Api-Api, des ferries relient régulièrement la ville à l'île de Bangka (deux heures de mer), ainsi qu'aux îles Bangka Belitung et à l'île de Batam.

## Culture et tourisme
Le musée Sultan Mahmud Badaruddin II expose des statues, notamment de Ganesh, divinité hindoue, et de Bouddha de style Amaravati, et autres objets de la période Sriwijaya. La ville conserve aussi des monuments caractéristiques de la période coloniale néerlandaise.

### Le Festival Sriwijaya
Chaque année en juin se tient à Palembang le Festival Sriwijaya. On y présente notamment des spectacles culturels traditionnels et contemporains, des concours de décoration de bateaux, des expositions de bateaux de l'époque Sriwijaya.

### La course de bateaux

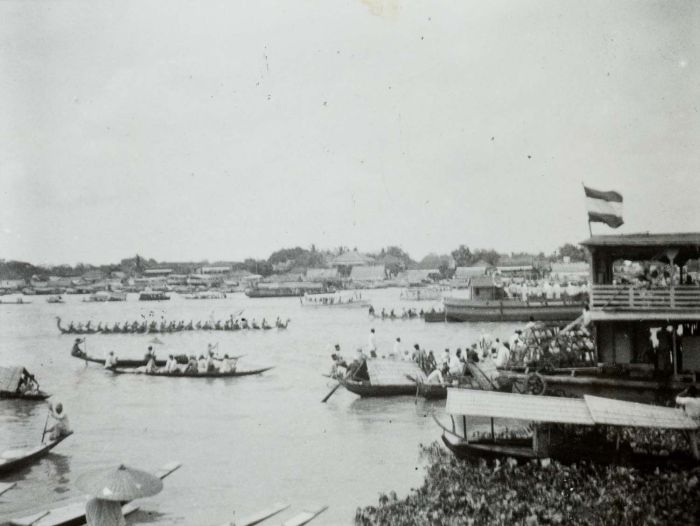
Course de barques lors de la fête de la Reine (Koninginnedag) le 31 août 1931

Chaque année, le 17 août, anniversaire de la proclamation de l'indépendance de l'Indonésie, a lieu sur le fleuve Musi une course de barques, la Lomba Bidar. À l'époque coloniale des Indes néerlandaises, cette course avait lieu lors de l'anniversaire du roi ou de la reine des Pays-Bas, ou lors de fêtes officielles. Les embarcations s'appellent des pancalang. Ce sont des bateaux dont la longueur va de 10 à 20 mètres et la largeur de 1,50 à 3 mètres. Ils peuvent transporter jusqu'à 50 personnes, ou 8 à 30 rameurs. À l'époque du sultanat de Palembang, les pancalan servaient aussi bien au transport et au commerce qu'à la guerre.

## Sport

### Cité du Sport Jakabaring
Le Jakabaring Sports City est un complexe sportif situé à 5 kilomètres au sud-est de Palembang, le long de la rivière Musi. Le Stade Gelora Sriwijaya, un est plus grands stades en Indonésie, est situé dans ce complexe, parmi de nombreuses autres installations sportives (Gymnases, centre aquatique, lac artificiel, terrain de golf. La ville de Palembang accueillera les Jeux asiatiques de 2018 dans ce complexe (11 sports sur 34).

### Sriwijaya F.C.
Le Sriwijaya Football Club, club de football indonésien, est basé à Palembang.

### Jeux asiatiques de 2018
En 2018, la ville organise les Jeux asiatiques avec la capitale Jakarta.

## Religion
La majorité (93,08 %) des habitants de Palembang sont musulmans. Le reste est notamment bouddhiste (3,41 %), protestant (1,97 %) et catholique (1,16 %). La ville est le siège de l’Archidiocèse de Palembang dont les diocèses suffragants sont ceux de Pangkal Pinang et Tanjungkarang. Depuis le 20 mai 1997, l’archevêque est Aloysius Sudarso SCJ. L'église principale est la cathédrale Saint Marie

## Jumelages
- Belgorod (Russie)
- Oblast de Moscou (Russie)
- La Haye (Pays-Bas)
- Venise (Italie)
- Manchester (Royaume-Uni)
- Neiva (Colombie)[7]

## Galerie

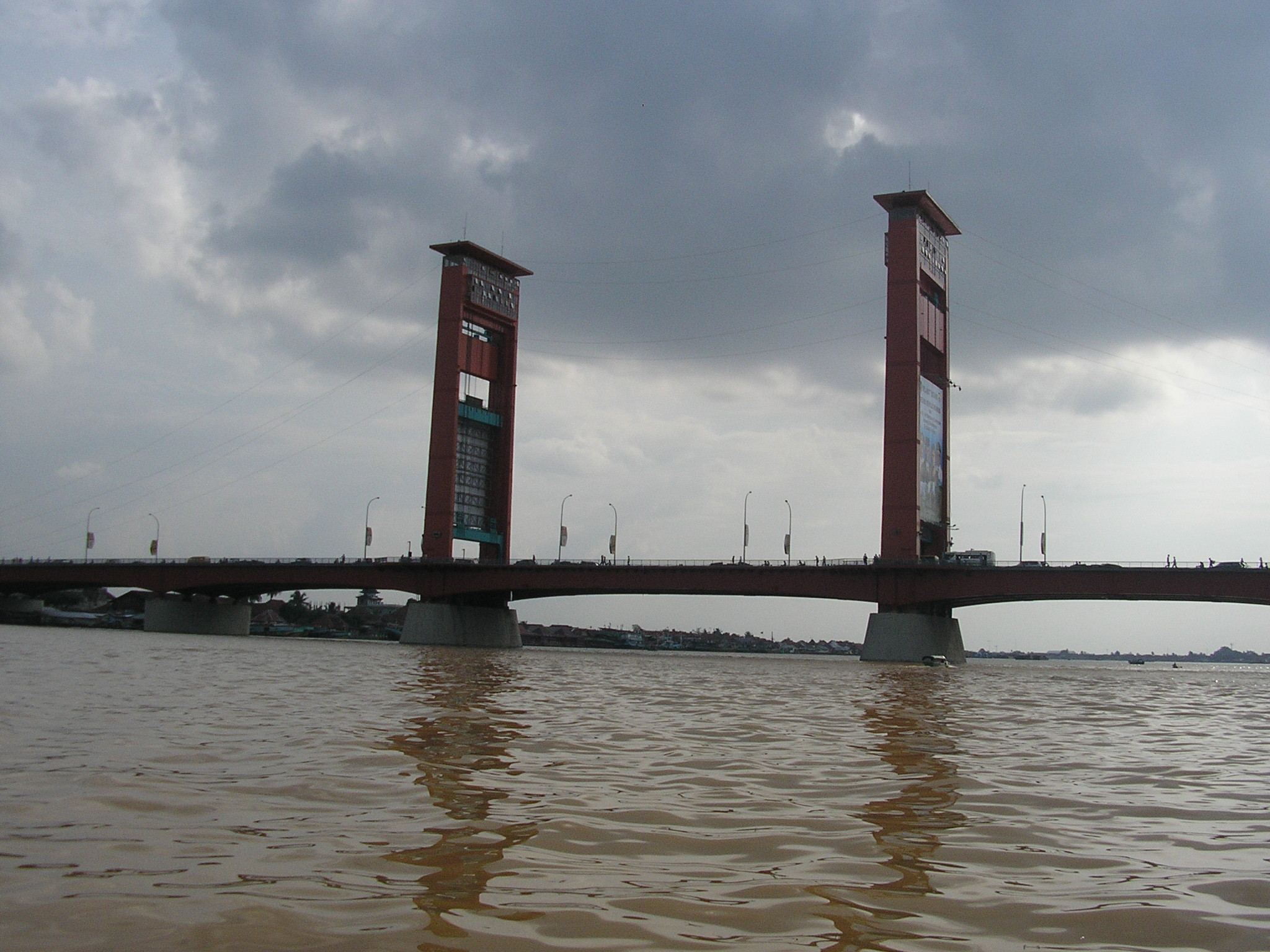
Le pont Ampera au-dessus du Musi
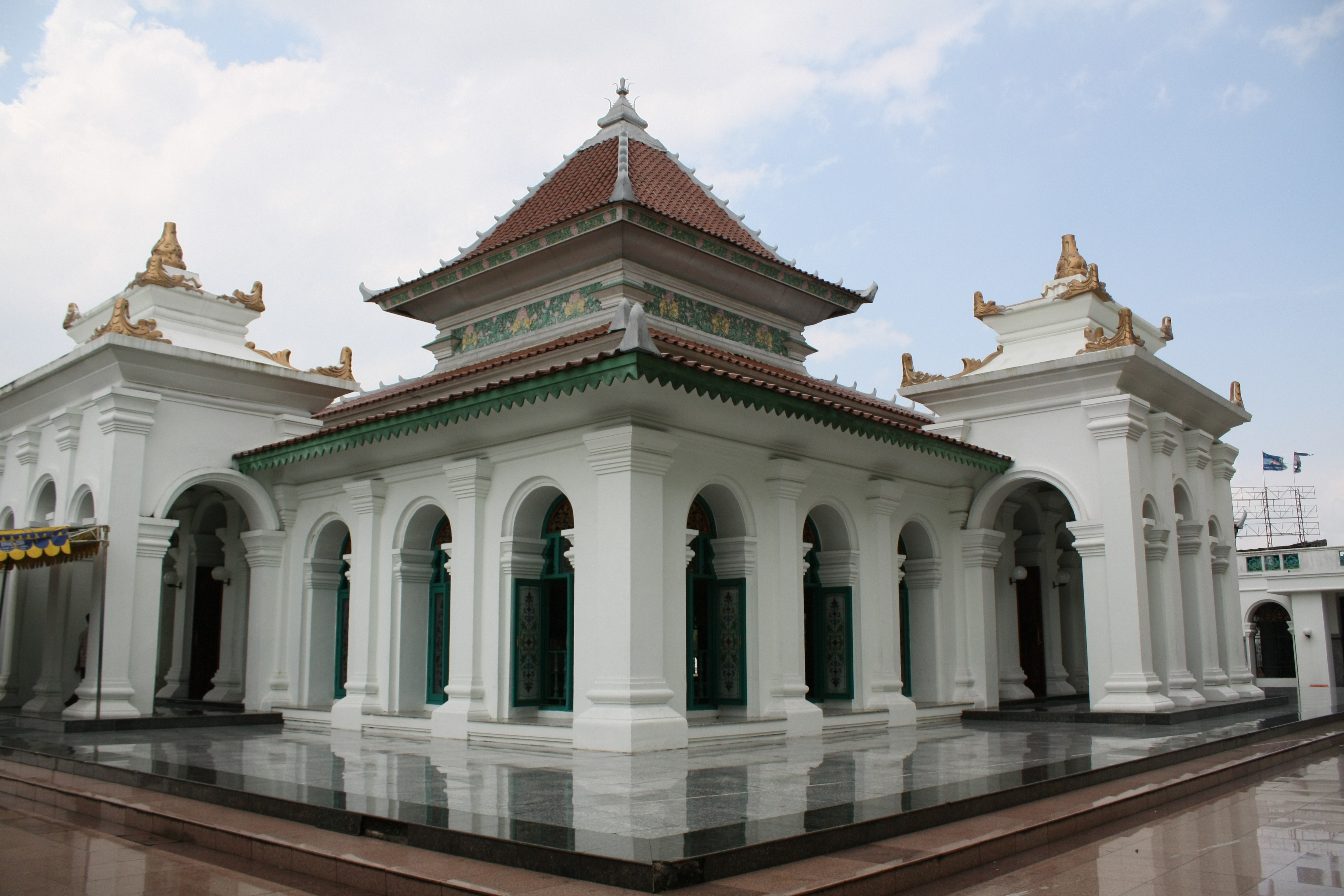
La Grande Mosquée de Palembang
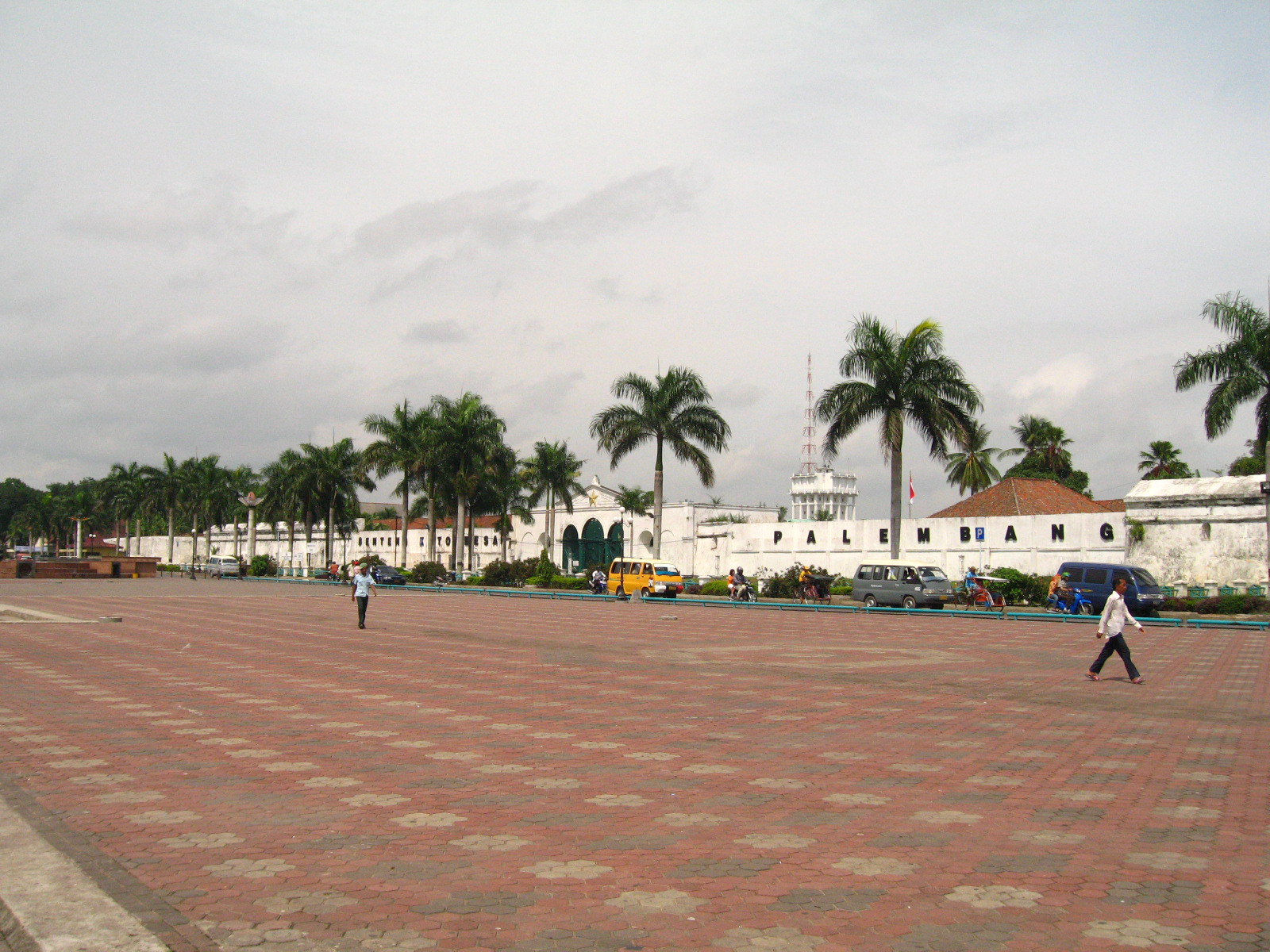
Le fort de Kuto Besak
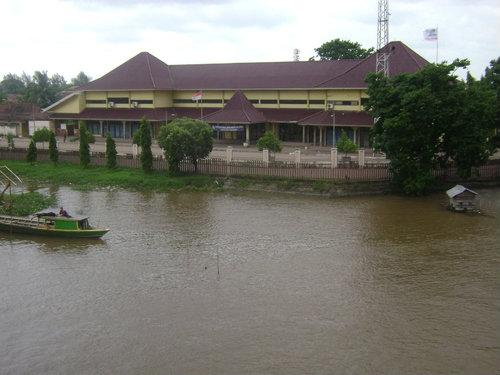
La gare de Kertapati
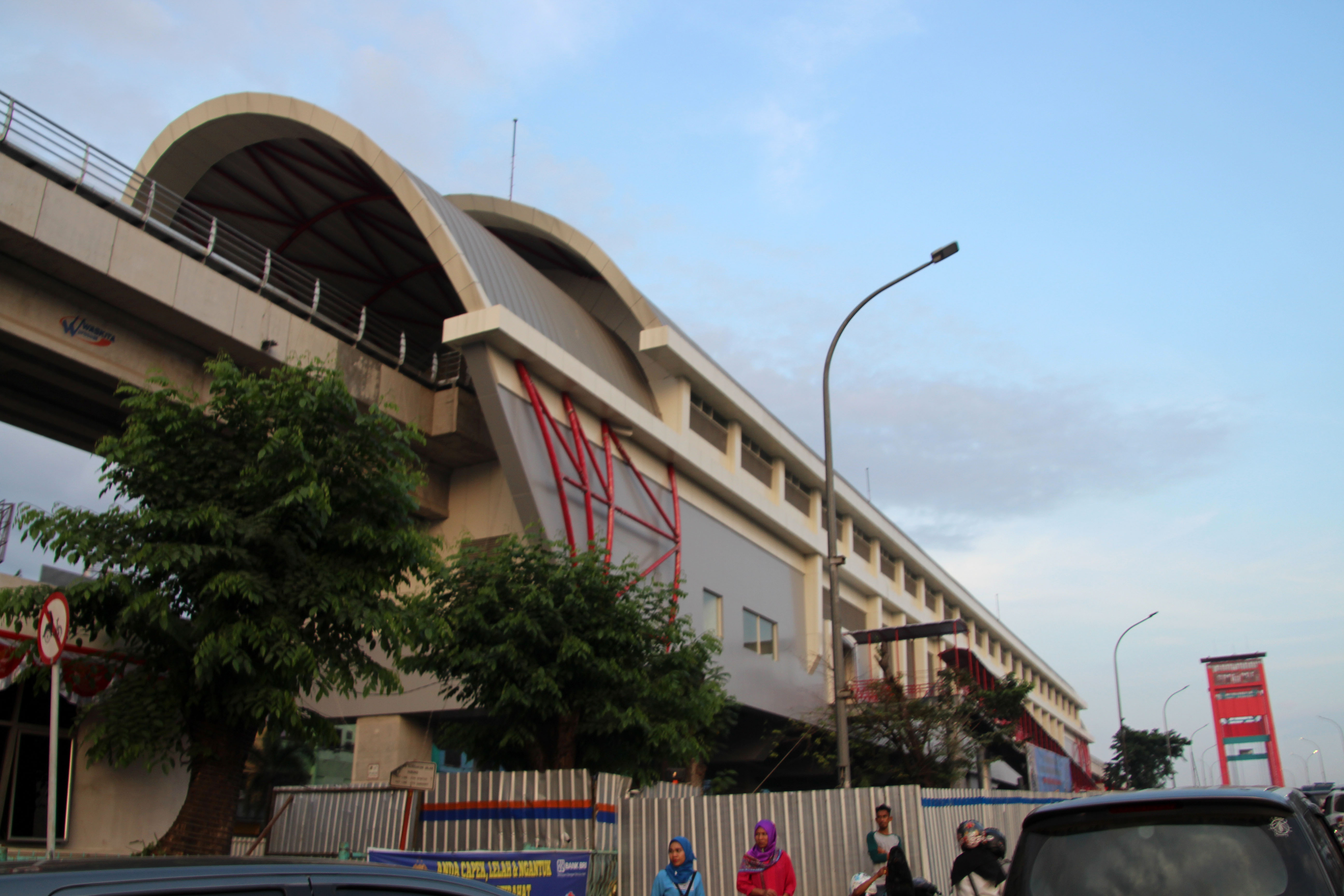
La station Ampera du métro léger de Palembang
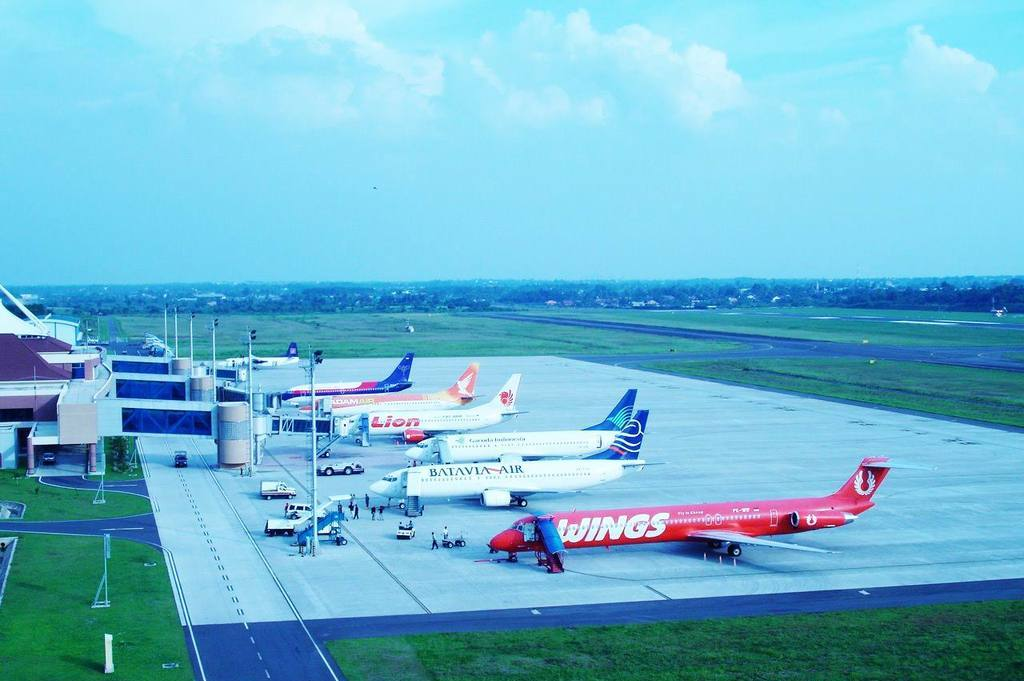
L'aéroport Sultan Mahmud Badaruddin II
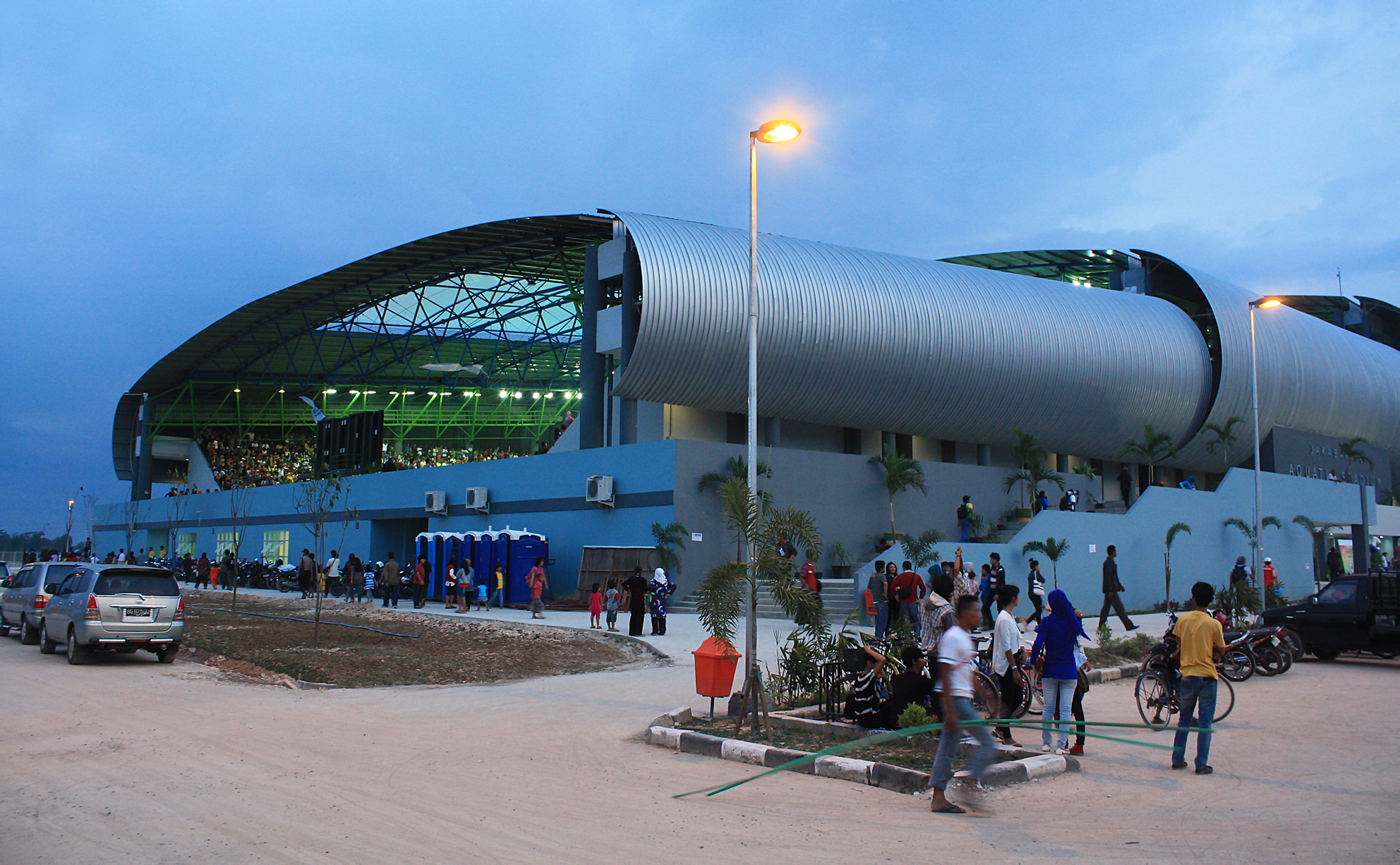
Le centre aquatique de la Cité du sport de Jakabaring